# Ewa Kłodzińska
Ewa Maria Kłodzińska – polska chemik, doktor habilitowany nauk chemicznych.

## Życiorys
W 2002 r. ukończyła studia chemiczne na Uniwersytecie Mikołaja Kopernika w Toruniu, w 2007 r. obroniła pracę doktorską pt. Techniki elektromigracyjne w oznaczaniu mikroorganizmów dla celów diagnostyki medycznej, której promotorem był prof. Bogusław Buszewski, w 2016 r. habilitowała się na podstawie pracy zatytułowanej Nowe rozwiązania metodyczne w elektroforezie kapilarnej dla potrzeb diagnostyki medycznej patogenów. 
Została pracownikiem naukowym na Uniwersytecie Mikołaja Kopernika w Toruniu, w Instytucie Sportu - Państwowego Instytutu Badawczego, oraz w Instytucie Inżynierii Materiałów Polimerowych i Barwników.